# Tag des Sieges (Türkei)

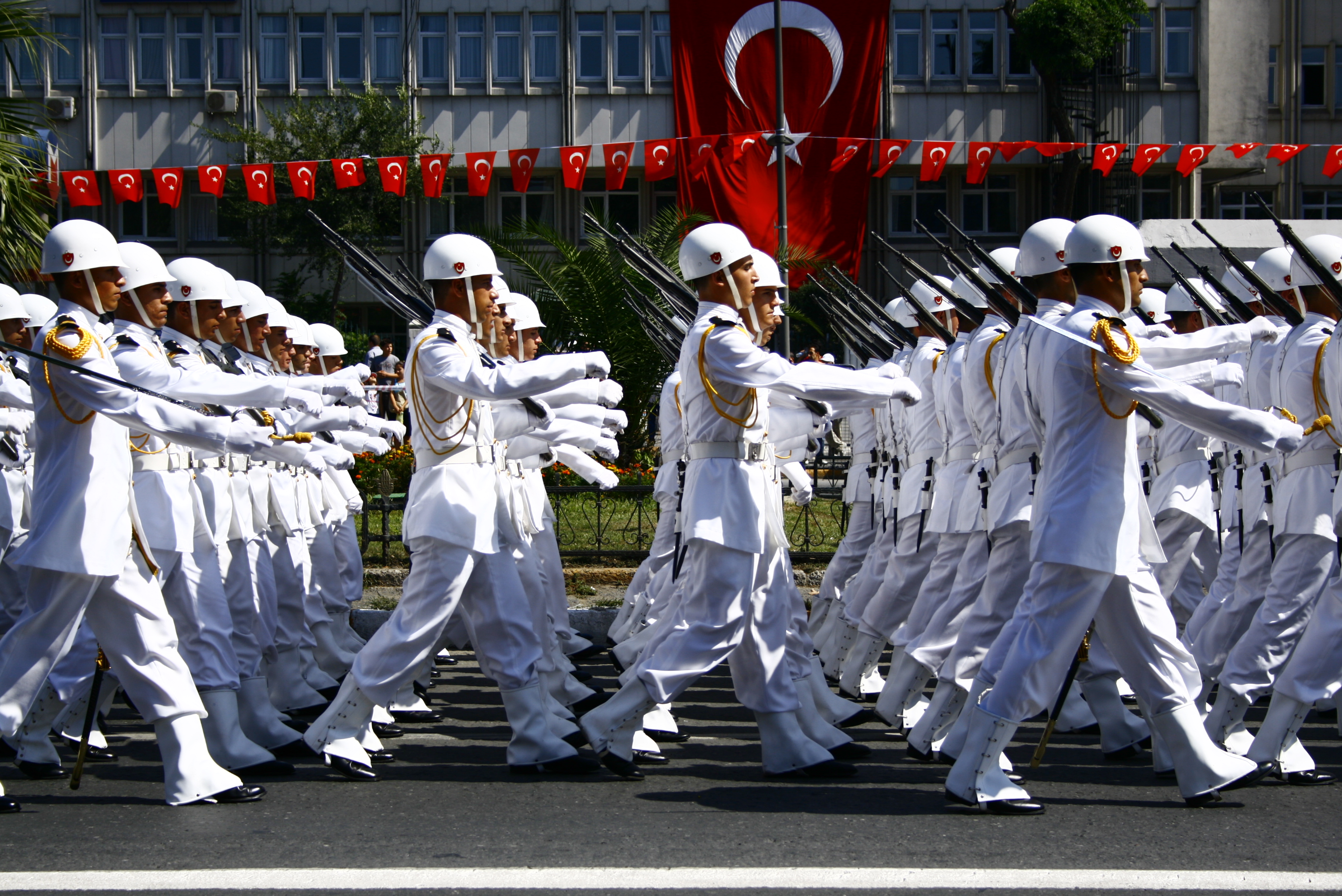
Die Parade im Jahre 2007

Der Tag des Sieges (türk.: Zafer Bayramı) wird in der Türkei und in der Türkischen Republik Nordzypern als nationaler Feiertag jährlich am 30. August begangen.
Dieser Feiertag wurde zum Gedenken an den türkischen Sieg in der Schlacht von Dumlupınar am 30. August 1922, während des Griechisch-Türkischen Krieges durch das Oberkommando unter Leitung von Mustafa Kemal Atatürk in Dumlupınar, einer Stadt in der Provinz Kütahya im Westen der Türkei, zu einem Feiertag erklärt. Nach dem bedeutenden Sieg, der auch als „Schlacht des Oberkommandos“ (türk.: Başkomutanlık Meydan Muharebesi) bekannt ist, wurde die griechische Armee bis nach Izmir verfolgt. Am 9. September 1922 gelang es den Türken, Izmir von der griechischen Besetzung zu befreien. Der 30. August symbolisiert den Tag, an dem die Türkei befreit wurde, auch wenn sich die Besatzungstruppen erst später von den Landesgrenzen zurückzogen.

## Entstehung
Die Großoffensive war eine geheime Operation im Befreiungskrieg der Türkei, um die Besatzungskräfte mit einem letzten und entscheidenden Schlag zu besiegen und sie aus Anatolien zu vertreiben. In der Sitzung der Großen Nationalversammlung der Türkei am 20. Juli 1922 wurde Mustafa Kemal Atatürk zum vierten Mal zum Oberbefehlshaber ernannt. Zuvor hat er sich im Juni für eine Offensive entschieden und fuhr im Geheimen mit den Vorbereitungen fort. Die Großoffensive begann in der Nacht vom 26. zum 27. August in Afyon. Die feindlichen Truppen wurden in der Gegend von Aslıhan, in der Stadt Kütahya, belagert. 

## Hintergrund
Der 30. August wurde erstmals 1924 mit einer Gedenkfeier in Atatürks Anwesenheit in einem Dorf in Dumlupınar unter dem Namen „Sieg des Oberkommandos“ (türk.: Başkumandan Zaferi) gefeiert. Der 30. August wurde erst im Jahre 1924, das heißt zwei Jahre nach dem tatsächlichen Sieg, gefeiert. „Dies begründet sich auf die bedeutsamen nationalen und internationalen Veränderungen der neuen Türkei im Jahre 1923.“
Bei der ersten Feier betonte Atatürk die Bewahrung des nationalen Geistes und legte mit seiner Frau Latife Uşşaki den Grundstein des Grabmals des unbekannten Soldaten.
Seit 1926 wird dieser Feiertag unter dem Namen „Tag des Sieges“ gefeiert. Ein Gesetz legte am 1. April 1926 fest, dass der 30. August der Tag des Sieges von der türkischen Armee jedes Jahr, sowohl von der Landmacht als auch von der Kriegsmarine und der Luftwaffe, gefeiert werden solle. Im gleichen Jahr legte der damalige Verteidigungsminister Recep Peker in einem Dekret die genaue Durchführung der Feierlichkeiten fest. Es gab keine Gedenkfeier bis in die Mitte der 1930er, die mit der ersten Zeremonie vergleichbar war. Aufgrund der Bedeutung der Luftwaffe für die Verteidigung des Landes wurde der 30. August vom Türkischen Luftfahrtverband unter dem Namen „Zafer ve Tayyare Bayramı“ (dt. „Sieges- und Flugzeugfeiertag“) gefeiert.
Insbesondere seit den 1960er Jahren wird der Tag des Sieges in einem umfangreicheren Rahmen gefeiert. Jedes Jahr am 30. August finden die Abschlussfeiern der Militärakademien der Türkei statt, außerdem werden an diesem Tag die Ränge von Offizieren und Unteroffizieren verkündet. Viele Jahre galt der Tag des Sieges als Feier, an dem der Generalstabschef Gratulationen annahm. Dies änderte sich im Jahre 2011, als der damalige Präsident Abdullah Gül als Generalkommandant bei den Feierlichkeiten als Gastgeber fungierte.

## Die Feierlichkeiten
Der Tag des 30. Augustes gilt in der Türkei als gesetzlicher Feiertag. Die Feierlichkeiten innerhalb und außerhalb Ankaras werden durch das „Komitee für nationale und gesetzliche Feiertage, lokale Befreiungstage, Atatürk-Gedenk-Tage und historische Feiertage“ gestaltet. Dieses Komitee wurde vom Ministerrat am 16. April 2012 ausgewählt, außerdem wurden diesbezüglich einige Änderungen vorgenommen:
Die Zeremonien am Tag des Sieges werden nach dem Protokoll der Generaldirektion des Außenministeriums in Abstimmung mit dem Generalstabschef durchgeführt.
Der Präsident besucht das Anıtkabir und legt dort einen Kranz nieder. Es werden Glückwünsche entgegengenommen, außerdem wünscht der Präsident dem Volk und den Teilnehmern der Zeremonie ein schönes Fest. Der Empfang wird bei diesem Feiertag vom Präsidenten übernommen.
Außerhalb von Ankara werden bei Atatürk-Denkmälern von Dienstherren, Stadtkommandanten und den Bürgermeistern Kränze niedergelegt. Während die Dienstherren Glückwünsche im Haus entgegennehmen, nehmen die Stadtkommandanten und die Bürgermeister die Glückwünsche zusammen entgegen. Das Volk und die Teilnehmer der Zeremonie werden beglückwünscht. Während die Nationalhymne gesungen wird, wird die türkische Fahne am Fahnenstab hochgezogen. Der Zeremoniezug wird von Dienstherren, Stadtkommandanten und Bürgermeistern von der Ehrentribüne aus begrüßt. Der Empfang wird vom Gouverneur übernommen.
Im Jahre 2015 wurde beim Feiertag wegen terroristischer Vorfälle auf jegliche Feierlichkeiten, bis auf die Niederlegung des Kranzes und die Entgegennahme der Glückwünsche, verzichtet. Andere Festivals, Konzerte, Festlichkeiten und Feiern wurden ebenfalls abgesagt.